# Tommy McClennan
Tommy McClennan est un chanteur, guitariste de blues américain, né à Durant, dans le Mississippi, le 4 janvier 1905, mort à Chicago le 9 mai 1961.

## Biographie
Tommy McClennan travaillait dans une ferme dans le Mississippi. Il a enregistré une série de titres pour Bluebird Records entre 1939 et 1942 et jouait fréquemment avec son ami Robert Petway. On peut l'entendre crier dans le fond de l'enregistrement de la chanson "Boogie Woogie Woman" de Petway, en 1942. McClennan rencontra des succès immédiats avec de enregistrements tels que "Shake 'Em On Down", "Bottle It Up and Go", "Whiskey Head Woman" et "New Highway No.51". Il meurt d'alcoolisme aux environs de 1962.